# Alimmainen Porijärvi
Alimmainen Porijärvi eller Alimainen Porijärvi är en sjö i Finland. Den ligger i kommunen Enare i landskapet Lappland, i den norra delen av landet, 1 100 km norr om huvudstaden Helsingfors. Alimmainen Porijärvi ligger 96 meter över havet. Arean är 77,3 hektar och strandlinjen är 10,32 kilometer lång. Sjön  ingår i Uutuanjokis huvudavrinningsområde.   Omgivningarna runt Alimmainen Porijärvi är i huvudsak ett öppet busklandskap.